# ガス・ダパートン
ガス・ダパートン（Gus Dapperton、本名：Brendan Patrick Rice、1997年3月11日 - ）はアメリカ合衆国のシンガーソングライター。ニューヨーク州ウォーウィック出身。

## 来歴
2016年、ファーストシングル「Moodna, One With Grace」を、またその後2017年にはファーストEPとなる「Yellow and Such」をリリースした。そして2018年にはEP「You Think You're A Comic!」がリリースされた。
2019年、22歳の時にデビューアルバム「Where Polly People Go to Read」がリリースされた。
自身の曲「Of Lacking Spectacle」はNetflix配信のドラマシリーズ『13の理由』に起用され、サウンドトラックにも収録された。
2021年にはフォスター・ザ・ピープルの2011年の楽曲「パンプ・アップ・ザ・キックス」のニュー・ヴァージョンに参加。

## 人物
特徴的なボウルカットヘアー、アクセサリーやアイシャドウ、明るい色使いの服装や大きなフレームの眼鏡など、音楽性のみならずそのユニークなファッション性もしばしば注目されている。
ドレクセル大学に在学しており、「You Think You're a Comic!」のプロモーションツアーの際は1学期の間、休学期間を置いていた。2018年現在、ニュージャージー州ロングブランチで両親と共に暮らしている。

## ディスコグラフィ

### スタジオアルバム
- Where Polly People Go to Read (2019)
- Orca (2020)
- Henge (2023)

### EP
- Yellow and Such (2017)[11]
- You Think You're a Comic! (2018)[12]

### シングル
- Moodna, One With Grace (2016)[13]

### 参加作品
- 13の理由 (テレビドラマ)（シーズン2）オリジナル・サウンドトラック　(2018) エピソード10
- Supalonely (Benee featuring Gus Dapperton) Stella & Steve (2019)[14]